# Daniel Waluszewski
Daniel Waluszewski är en roman- och barnboksförfattare, född 1982 i Gävle och uppvuxen i Sundsvall, där han tidigare representerade Sundsvalls Tennisklubb.
År 2012 debuterade Daniel Waluszewski med den historiska romanen Med en blick över axeln där han skildrar sin farfars livsöde. Boken nominerades till Norrlands litteraturpris 2013. År 2018 gav han ut den historiska romanen Mot en mörkgrön kuliss på Bokförlaget Mormor som handlar om en skogsuppköpare under mitten av 1800-talet . Boken På plats i Sundsvall, som kom ut 2021, innehåller beskrivningar av 250 händelser som alla inträffat i Sundsvallsområdet. I boken redogörs för historiska milstolpar, nutida händelser och ett stort antal välkända Sundsvallsprofiler. År 2022 publicerades På plats i Gävle med 250 händelser, som fick stor uppmärksamhet i staden. Under 2023 utkom På plats i Söderort, som fick uppmärksamhet både i P4 Stockholm och i Mitt i-tidningarna, som slog fast att "Daniel guidar med knorr över hela Söderort",.
Daniel Waluszewski har även gett ut ett flertal barnböcker om virus, elektricitet och klimatfrågor och skrivit sagor åt Bamse samt Tripp, trapp, träd som har sänts i Barnradion och på SVT. 